# On ne change pas
On ne change pas è il primo greatest hits completo in lingua francese della cantante canadese Céline Dion, pubblicato dalla Columbia Records il 4 ottobre 2005. Contiene brani registrati tra il 1981 e il 2005, inclusi tre nuovi brani, tutti pubblicati come singoli: Je ne vous oublie pas, Tous les secrets e I Believe in You (duetto con Il Divo). Il primo singolo raggiunse il numero due in Francia, ottenendo il disco d'argento. Gli altri singoli raggiunsero rispettivamente la posizione numero venti e la numero trenta. On ne change pas ha ricevuto recensioni positive da parte della critica e un ottimo successo di vendite, raggiungendo la numero uno in Francia e in Belgio Vallonia e la numero due in Canada e Svizzera. On ne change pas è stato certificato 3 volte disco di platino in Francia e Canada, platino in Belgio e Oro in Svizzera. Nel 2009 fu ripubblicato con il titolo Best of - 3 CD (a volte promosso come Triple Best of).

## Antefatti
Il 7 luglio 2005, il sito ufficiale celinedion.com annunciò che un nuovo album con i migliori successi in lingua francese della Dion sarebbe stato pubblicato nell'ottobre 2005. La compilation dai due CD, intitolata On ne change pas, doveva contenere del materiale mai pubblicato prima, incluso il primo singolo scritto da Jacques Veneruso, Je ne vous oublie pas. Il 22 agosto 2005 fu annunciata la tarck-list di On ne change pas e la data d'uscita del disco prevista per il 3 ottobre 2005 in Europa e il 4 ottobre 2005 in Nord America. Tuttavia, in alcuni paesi europei, On ne change pas fu pubblicato il 30 settembre 2005. Il video musicale di Je ne vous oublie pas fu trasmesso in televisione il 31 agosto 2005. Il videoclip fu girato al Royal Impérial Theatre di Montréal il 29 luglio 2005 e diretto da Didier Kerbrat, regista con cui la Dion lavorò nel video di Contre Nature nel 2004.

## Contenuti
La Sony Music Entertainment pubblicò diverse versioni dell'album, ma tutte includono i tre nuove inediti: Je ne vous oublie pas, Tous les secrets e I Believe in You (duetto con Il Divo). L'edizione standard fu pubblicata su due CD con una custodia e con un Digipak da collezione contenente anche un DVD bonus con trenta minuti di immagini esclusive e il video musicale di Je ne vous oublie pas. L'edizione nordamericana include i successi in lingua francese di Céline Dion degli anni '90 e 2000, ma si concentra anche sulle canzoni degli anni '80 che la resero una star in Québec, a partire dal singolo di debutto del 1981, Ce n'était qu'un rêve. L'edizione europea contiene principalmente le canzoni che divennero popolari in Francia e anche alcune tracce rare. Essa comprende successi come Pour que tu m'aimes encore, Je sais pas, Un garçon pas comme les autres (Ziggy), Tout l'or des hommes, S'il suffisait d'aimer e D'amour ou d'amitié, ma anche il singolo numero uno Sous le vent, reso disponibile solo sull'album di debutto del cantante francese Garou, e Ma Nouvelle-France registrata per il film del 2004, I nuovi eroi. Nel novembre 2005, l'edizione definitiva fu distribuita in Europa e Canada con tre CD e un DVD bonus in una longbox. L'edizione euro-canadese sottotitolata L'Intégrale, presenta cinquanta canzoni registrate tra il 1981 e il 2005, inclusi tutti i successi in lingua francese e varie tracce rare. Tra marzo e aprile 2006, il sito ufficiale di Céline Dion annuncia una nuova edizione della raccolta, concentrata in unico CD contenente diciannove brani e disponibile in Europa e in Canada. Nel novembre 2005 fu pubblicato anche il DVD di On ne change pas, una raccolta dei videoclip dei grandi successi in lingua francese della Dion, con anche un materiale bonus. Nel novembre 2009, fu pubblicato il Best of - 3 (a volte promosso come Triple Best Of) un triplo CD con tutti i successi in francese della Dion, reso disponibile solo nei paesi europei francofoni.

## Singoli
Il primo singolo, Je ne vous oublie pas fu pubblicato su CD in Francia, Belgio e Svizzera il 10 ottobre 2005, una settimana dopo la pubblicazione dell'album. Comprendeva la versione strumentale della canzone e Sous le vent registrata con Les 500 Choristes. Il singolo debuttò alla numero due della classifica francese dei singoli; è stato certificato disco d'argento in Francia. Il secondo singolo, Tous les secrets è apparso in un film d'animazione, Asterix e i vichinghi. Il video musicale con i frammenti del film è stato presentato per la prima volta il 27 febbraio 2006. Il CD singolo di Tous les secrets è stato pubblicato nei paesi francofoni in Europa il 13 marzo 2006 e includeva la versione in lingua inglese della canzone, intitolata Let Your Heart Decide. È stato anche pubblicato il videoclip della versione inglese del singolo. Entrambe le versioni della canzone erano presenti nella colonna sonora del film e i video musicali sono stati inclusi nel DVD Asterix e i vichinghi. Tous les secrets ha raggiunto la posizione numero venti in Francia. Il terzo singolo, I Believe in You (Je crois en toi) in duetto con il gruppo britannico Il Divo, è stato pubblicato su un CD in Francia e in Svizzera il 1º maggio 2005. Il singolo contiene anche una traccia cantata solamente dal gruppo Il Divo, Hasta Mi Final. Entrambe le canzoni sono state incluse nell'album de Il Divo, Ancora. La canzone ha raggiunto la posizione numero trenta in Francia e nel giugno 2006 è stata inclusa nell'album ufficiale della Coppa del Mondo FIFA 2006, Voices from the FIFA World Cup. I Believe in You è stato pubblicato nel gennaio 2006 negli Stati Uniti come singolo promozionale dell'album de Il Divo, Ancora e ha raggiunto la numero trentuno nella classifica Billboard Adult Contemporary.

## Promozione
In Canada, Cèline Dion appare al talent Star Académie il 2 ottobre 2005 dove canta Je ne vous oublie pas in diretta da Las Vegas con i concorrenti in studio. L'11 dicembre 2005, si esibisce in Je ne vous oublie pas nello spettacolo canadese L'école des fans dove duetta alcuni bambini. La Dion ha anche visitato la Francia all'inizio di ottobre 2005, durante la sua pausa dal suo show A New Day..., e ha registrato varie apparizioni televisive. Il 7 ottobre 2005 appare su Star Academy dove si esibisce in Je ne vous oublie pas e dove duetta con i concorrenti in Pour que tu m'aimes encore e On ne change pas. Questo episodio di Star Academy divenne il programma televisivo di prima serata più seguito dal pubblico francese, ottenendo il 36,8% di share con un picco di 9.080.000 spettatori durante la performance di Pour que tu m'aimes encore. Céline Dion cantò Je ne vous oublie pas su Au Nom des Autres il 10 ottobre 2005 e su Hit Machine il 15 ottobre 2005. Il 5 novembre 2005, la cantante eseguì alcune canzoni su Les Choristes Ensemble 500, tra cui Je ne vous oublie pas, I Believe in You con Il Divo, S'il suffisait d'aimer, Pour que tu m'aimes encore e L'envie con Johnny Hallyday. Lo spettacolo divenne il programma televisivo più visto della prima serata francese attirando una media di 7.870.720 spettatori e ottenendo il 36,7% di share, stabilendo un record per il programma. Alcune delle canzoni della Dion sono presenti in due degli album dei 500 Choristes: 500 Choristes Avec ... / Vol.1 (2005) e 500 Choristes Avec ... / Vol.2 (2006). Il 25 dicembre 2005, Céline interpretò I Believe in You con Il Divo su Vivement Dimanche e il 27 dicembre cantò Je ne vous oublie pas su Les Disques D'or. Più tardi, il 29 dicembre, la Dion eseguì tre canzoni nel Symphonic Show, tra cui Je ne vous oublie pas, I Believe in You con Il Divo e Le blues du businessman. Infine, l'esibizione di Tous les secrets su Hit Machine, registrata nell'ottobre 2005, fu proiettata il 1º aprile 2006.

## Recensioni da parte della critica
L'album ha incontrato recensioni positive da parte dei critici di musica. Secondo Rob Theakston di AllMusic, "On ne change pas è senza dubbio un completamento della raccolta All the Way... A Decade of Song del 1999. La Dion ha accumulato un discreto catalogo di successi in lingua francese che vanno dal dance-pop alle ballate appassionate e melodrammatiche. Per coloro che non hanno familiarità con questa parte della sua carriera (o per coloro che non parlano francese), superare il blocco di non essere in grado di capire il materiale in questione porterà ad un apprezzamento più ampio e più olistico della profondità e della produzione prolifica della sua carriera in così poco tempo ... Tra gli aspetti positivi, ci sono alcuni brani nuovi tra cui il duetto con Il Divo, I Believe in You (Je crois en toi)".

## Successo commerciale
In Canada, On ne change pas debuttò alla posizione numero due vendendo 34.000 copie; la prima posizione fu occupata da Nickelback. Nella seconda settimana, l'album rimase in seconda posizione con vendite di 16.000 unità. Nel gennaio 2006, On ne change pas è stato certificato triplo disco di platino in Canada per aver venduto 300.000 copie. L'album ha anche superato la classifica in Québec per tre settimane. In Francia, l'album è rimasto in vetta alla classifica per sette settimane consecutive e nel 2005, diventando la compilation più venduta. Nella prima settimana ha venduto 109.000 copie mentre la settimana successiva vendette altre 71.000 unità. On ne change pas è stato certificato anche in Francia triplo disco di platino grazie alla vendita di oltre 790.000 copie. L'album è salito al primo posto rimanendovi per tre settimane consecutive in Belgio Vallonia e al secondo posto in Svizzera, ottenendo il disco di Platino in Belgio e il disco d'oro in Svizzera.

## Riconoscimenti
Nel 2005, Céline Dion riceve lo Chérie FM Star - Honorary Award. Nel 2006, è candidata ai Félix Award nelle categorie Cantante femminile dell'anno e Canzone più popolare dell'anno per il singolo Je ne vous oublie pas. La Dion fu anche nominata per il NRJ Music Award per la categoria Artista femminile francofona dell'anno.

## Tracce

### On ne change pas(North American Edition)

#### CD 1
1. Je ne vous oublie pas (Inedito) – 3:35 (Jacques Veneruso)
2. Tous les secrets (Inedito) – 2:46 (Kristian Lundin, Sebastian Thott, Didrik Thott, Carl Björsell, Veneruso)
3. Pour que tu m'aimes encore – 4:14 (Jean-Jacques Goldman)
4. S'il suffisait d'aimer – 3:35 (Goldman)
5. Sous le vent (feat. Garou) – 3:32 (Veneruso)
6. Tout l'or des hommes – 3:01 (Veneruso)
7. Je sais pas – 4:32 (Goldman, J. Kapler)
8. On ne change pas – 4:09 (Goldman)
9. J'irai où tu iras (feat. Jean-Jacques Goldman) – 3:26 (Goldman)
10. Et je t'aime encore – 3:27 (Goldman, Kapler)
11. Destin – 4:15 (Goldman)
12. Je lui dirai – 3:57 (Goldman)
13. Les derniers seront les premiers (feat. Jean-Jacques Goldman) – 3:32 (Goldman)
14. Vole – 2:57 (Goldman)
15. Un garçon pas comme les autres (Ziggy) – 2:58 (Luc Plamondon, Michel Berger)
16. L'amour existe encore – 3:50 (Plamondon, Riccardo Cocciante)
17. I Believe in You (Je crois en toi) (feat. Il Divo) – 4:01 (Jörgen Elofsson, Per Magnusson, David Kreuger, Matteo Saggese, Plamondon)

#### CD 2
1. Je danse dans ma tête – 4:12 (Plamondon, Romano Musumarra)
2. On traverse un miroir – 4:40 (Isa Minoke, Robert Lafond)
3. Partout je te vois – 4:09 (Eddy Marnay, Nova)
4. Le blues du businessman – 4:31 (Plamondon, Berger)
5. Incognito – 4:39 (Plamondon, Jean-Alain Roussel)
6. Lolita (trop jeune pour aimer) – 4:19 (Plamondon, Daniel Lavoie)
7. Des mots qui sonnent – 3:56 (Plamondon, Nova, Marty Simon)
8. La voix du bon Dieu – 3:22 (Marnay, Suzanne-Mia Dumont)
9. D'amour ou d'amitié – 4:00 (Marnay, Jean Pierre Lang, Roland Vincent)
10. Mon ami m'a quittée – 3:01 (Marnay, Christian Loigerot, Thierry Geoffroy)
11. Tellement j'ai d'amour pour toi – 2:58 (Marnay, Hubert Giraud)
12. Les chemins de ma maison – 4:13 (Marnay, Patrick Lemaitre, Alain Bernard)
13. Mélanie – 3:48 (Marnay, Diane Juster)
14. Une colombe – 3:13 (Marcel Lefebvre, Paul Baillargeon)
15. Ma chambre – 4:14 (Jean-Pierre Ferland, Daniel Mercure)
16. Ne partez pas sans moi (Grand Prix at Eurovision 1988) – 3:07 (Nella Martinetti, Atilla Şereftuğ)
17. Fais ce que tu voudras – 3:43 (Marnay, René Grignon)
18. Quand on n'a que l'amour (Live) – 3:48 (Jacques Brel)
19. Ce n'était qu'un rêve – 3:49 (Thérèse Dion, Jacques Dion, Céline Dion)

#### DVD
1. Je ne vous oublie pas (music video) – 3:54
2. Si Céline m'etait contee – 24:31

### On ne change pas(European/Japanese Edition)

#### CD 1
1. Je ne vous oublie pas (Inedito) – 3:35 (Veneruso)
2. Tous les secrets (Inedito) – 2:46 (Lundin, S. Thott, D. Thott, Björsell, Veneruso)
3. Pour que tu m'aimes encore – 4:14 (Goldman)
4. S'il suffisait d'aimer – 3:35 (Goldman)
5. Sous le vent (feat. Garou) – 3:32 (Veneruso)
6. Tout l'or des hommes – 3:01 (Veneruso)
7. Je sais pas – 4:32 (Goldman, Kapler)
8. On ne change pas – 4:09 (Goldman)
9. Dans un autre monde – 4:37 (Goldman)
10. Un garçon pas comme les autres (Ziggy) – 2:58 (Plamondon, Berger)
11. L'amour existe encore – 3:50 (Plamondon, Cocciante)
12. J'irai où tu iras (feat. Jean-Jacques Goldman) – 3:26 (Goldman)
13. Et je t'aime encore – 3:27 (Goldman, Kapler)
14. Vole – 2:57 (Goldman)
15. Je lui dirai – 3:57 (Goldman)
16. Quand on n'a que l'amour (Live) – 3:48 (Brel)
17. I Believe in You (Je crois en toi) (feat. Il Divo) – 4:01 (Elofsson, Magnusson, Kreuger, Saggese, Plamondon)

#### CD 2
1. Le ballet – 4:19 (Goldman)
2. Contre nature – 4:10 (Veneruso)
3. Je danse dans ma tête – 4:12 (Plamondon, Musumarra)
4. Le blues du businessman – 4:31 (Plamondon, Berger)
5. Le loup, la biche et le chevalier (une chanson douce) – 3:13 (Maurice Pon, Henri Salvador)
6. D'amour ou d'amitié – 4:00 (Marnay, Lang, Vincent)
7. Mon ami m'a quittée – 3:01 (Marnay, Loigerot, Geoffroy)
8. Les chemins de ma maison – 4:13 (Marnay, Lemaitre, Bernard)
9. Ne partez pas sans moi (Grand Prix at Eurovision 1988) – 3:07 (Martinetti, Şereftuğ)
10. Je ne veux pas – 4:03 (Marnay, Musumarra)
11. Zora sourit – 3:52 (Goldman, Kapler)
12. Destin – 4:15 (Goldman)
13. Tellement j'ai d'amour pour toi – 2:58 (Marnay, Giraud)
14. Ma Nouvelle-France – 3:11 (Plamondon, Patrick Doyle)
15. Les derniers seront les premiers (feat. Jean-Jacques Goldman) – 3:32 (Goldman)
16. Ce n'était qu'un rêve – 3:49 (T. Dion, J. Dion, C. Dion)

#### DVD
1. Je ne vous oublie pas (music video) – 3:54
2. Si Céline m'etait contee – 24:31

### On ne change pas(L'intégraleEdition)
Questa edizione presenta i successi in francese della Dion contenuti in un longbox di 3 CD e 1 DVD. L'Intégrale fu resa disponibile solo in Europa (21 novembre 2005) e in Canada (29 novembre 2005).

#### CD 1
1. Je ne vous oublie pas (Inedito) – 3:35 (Veneruso)
2. Tous les secrets (Inedito) – 2:46 (Lundin, S. Thott, D. Thott, Björsell, Veneruso)
3. Sous le vent (feat. Garou) – 3:32 (Veneruso)
4. Tout l'or des hommes – 3:01 (Veneruso)
5. Et je t'aime encore – 3:27 (Goldman, Kapler)
6. Vole – 2:57 (Goldman)
7. Je lui dirai – 3:57 (Goldman)
8. I Believe in You (Je crois en toi) (feat. Il Divo) – 4:01 (Elofsson, Magnusson, Kreuger, Saggese, Plamondon)
9. Ma Nouvelle-France – 3:11 (Plamondon, Doyle)
10. Contre nature – 4:10 (Veneruso)
11. En attendant ses pas – 4:07 (Goldman)
12. Le loup, la biche et le chevalier (une chanson douce) – 3:13 (Pon, Salvador)
13. La mémoire d'Abraham – 3:49 (Goldman)
14. Le monde est stone – 3:40 (Plamondon, Berger)
15. Plus haut que moi (feat. Mario Pelchat) – 4:18 (Marnay, Ken Cummings, Mark Blatte)
16. Terre – 4:17 (Benzi)

#### CD 2
1. Pour que tu m'aimes encore – 4:14 (Goldman)
2. Le blues du businessman – 4:31 (Plamondon, Berger)
3. Zora sourit – 3:52 (Goldman, Kapler)
4. S'il suffisait d'aimer – 3:35 (Goldman)
5. Destin – 4:15 (Goldman)
6. Les derniers seront les premiers (feat. Jean-Jacques Goldman) – 3:32 (Goldman)
7. Elle – 3:12 (Marnay, Baillargeon)
8. Le ballet – 4:19 (Goldman)
9. Des mots qui sonnent – 3:56 (Plamondon, Nova, Simon)
10. On ne change pas – 4:09 (Goldman)
11. Je sais pas – 4:32 (Goldman, Kapler)
12. Un garçon pas comme les autres (Ziggy) – 2:58 (Plamondon, Berger)
13. Quand on n'a que l'amour (Live) – 3:48 (Brel)
14. Je danse dans ma tête – 4:12 (Plamondon, Musumarra)
15. L'amour existe encore – 3:50 (Plamondon, Cocciante)
16. Dans un autre monde – 4:37 (Goldman)
17. Je ne veux pas – 4:03 (Marnay, Musumarra)

#### CD 3
1. Partout je te vois – 4:09 (Marnay, Nova)
2. Incognito – 4:39 (Plamondon, Roussel)
3. Lolita (trop jeune pour aimer) – 4:19 (Plamondon, Lavoie)
4. La voix du bon Dieu – 3:22 (Marnay, Dumont)
5. Mélanie – 3:48 (Marnay, Juster)
6. Une colombe – 3:13 (Lefebvre, Baillargeon)
7. Ma chambre – 4:14 (Ferland, Mercure)
8. Fais ce que tu voudras – 3:43 (Marnay, Grignon)
9. Ce n'était qu'un rêve – 3:49 (T. Dion, J. Dion, C. Dion)
10. D'amour ou d'amitié – 4:00 (Marnay, Lang, Vincent)
11. La religieuse – 3:32 (Didier Barbelivien)
12. Mon ami m'a quittée – 3:01 (Marnay, Loigerot, Geoffroy)
13. Ne partez pas sans moi (Grand Prix at Eurovision 1988) – 3:07 (Martinetti, Şereftuğ)
14. Les chemins de ma maison – 4:13 (Marnay, Lemaitre, Bernard)
15. Trois heures vingt – 3:41 (Marnay, Lemaitre)
16. Tellement j'ai d'amour pour toi – 2:58 (Marnay, Giraud)
17. Les oiseaux du bonheur – 3:43 (Marnay, André Popp)

#### DVD
1. Je ne vous oublie pas (music video) – 3:54
2. Si Céline m'etait contee – 24:31

### On ne change pas(One-Disc Edition)
L'edizione One-Disc dell'album On ne change pas presenta 19 successi di Céline Dion raccolti in un unico CD e disponibile nel mercato europeo (3-4 marzo 2006) e in quello canadese (4 aprile 2006).
1. Je ne vous oublie pas – 3:35 (Veneruso)
2. Tous les secrets – 2:46 (Lundin, S. Thott, D. Thott, Björsell, Veneruso)
3. Pour que tu m'aimes encore – 4:14 (Goldman)
4. S'il suffisait d'aimer – 3:35 (Goldman)
5. Sous le vent (feat. Garou) – 3:32 (Veneruso)
6. Tout l'or des hommes – 3:01 (Veneruso)
7. Je sais pas – 4:32 (Goldman, Kapler)
8. On ne change pas – 4:09 (Goldman)
9. Un garçon pas comme les autres (Ziggy) – 2:58 (Plamondon, Berger)
10. L'amour existe encore – 3:50 (Plamondon, Cocciante)
11. J'irai où tu iras (feat. Jean-Jacques Goldman) – 3:26 (Goldman)
12. Et je t'aime encore – 3:27 (Goldman, Kapler)
13. I Believe in You (Je crois en toi) (feat. Il Divo) – 4:01 (Elofsson, Magnusson, Kreuger, Saggese, Plamondon)
14. D'amour ou d'amitié – 4:00 (Marnay, Lang, Vincent)
15. Les derniers seront les premiers (feat. Jean-Jacques Goldman) – 3:32 (Goldman)
16. Medley Starmania (Live) – 6:33
17. Le blues du businessman – 4:31 (Plamondon, Berger)
18. Quand on n'a que l'amour (Live) – 3:48 (Brel)
19. Ce n'était qu'un rêve – 3:49 (T. Dion, J. Dion, C. Dion)

## Classifiche

### Classifiche settimanali
| Classifiche (2005)  | Posizione massima |
| ------------------- | ----------------- |
| Belgio (Fiandre)    | 33                |
| Belgio (Vallonia)   | 1                 |
| Canada              | 2                 |
| Europa              | 46                |
| Finlandia           | 30                |
| Francia compilation | 1                 |
| Germania            | 72                |
| Grecia              | 11                |
| Italia              | 54                |
| Paesi Bassi         | 59                |
| Polonia             | 19                |
| Québec              | 1                 |
| Svizzera            | 2                 |
| Ungheria            | 80                |

### Classifiche di fine anno
| Classifica (2005)     | Posizione |
| --------------------- | --------- |
| Belgio (Vallonia)     | 4         |
| Francia (compilation) | 1         |
| Svizzera              | 60        |
| Classifica (2006)     | Posizione |
| Belgio (Vallonia)     | 62        |
| Francia               | 95        |